# それでも好きだよ
「それでも好きだよ」（それでもすきだよ）は、日本の女性アイドル・指原莉乃の楽曲。楽曲は秋元康により作詞、渡辺和紀により作曲されている。指原が当時所属していた女性アイドルグループ・AKB48からのソロデビューシングルとして、2012年5月2日にavex traxから発売された。

## 背景とリリース
2012年1月8日、アイドルグループ・AKB48の24枚目のシングル「上からマリコ」の劇場盤発売記念大握手会イベントにおいて、当時メンバーであった指原莉乃のソロデビューが発表された。AKB48のメンバーで本格的なソロデビューが発表されるのは指原で5人目となった。またソロデビューについては、発表されるまで指原本人にも知らされていなかった。この発表がされた段階ではデビュー曲のタイトルは未定であったが、発表と同時にデビュー曲が指原主演のドラマ『ミューズの鏡』の主題歌になることが明らかにされた。その翌日である1月9日から楽曲のレコーディングが行われる予定であったが、デビューが発表される直前に指原はのどを痛めており、これを理由にレコーディングが延期となった。このため楽曲の完成が1月14日深夜に放送された『ミューズの鏡』第1話におけるオンエアの予定に間に合わず、「それでも好きだよ」の初披露は1月21日に開催されたAKB48のライブイベント『リクエストアワー セットリスト ベスト100』（開催3日目）のアンコールにおいて行われた。
「それでも好きだよ」の発売時期について、デビュー決定時には2012年3月の予定、ライブイベントでの初披露時には同年春の予定とされていたが、同年2月22日に行われたファッションブランド「サマンサタバサ」プロモーショナルモデル契約記者会見において、5月2日と発表された。その後同年3月13日に、乃木坂46が2枚目のシングル（「おいでシャンプー」、当時はタイトル未定）を「それでも好きだよ」と同日の5月2日に発売することを公式サイトでアナウンスした。これにより、シングルを通して指原と乃木坂46による「直接対決」がなされることになった。
2012年3月下旬、「それでも好きだよ」のジャケット写真およびミュージック・ビデオが初公開された（公開日は、複数のスポーツ紙が21日と報じる一方、オリコンは22日としている）。2012年3月28日からは「それでも好きだよ」の着うたがレコチョクから配信された。この着うたは切り出し箇所の異なる6種類があり、同年4月3日までに限り購入者全員に全6種類のオリジナル待受画像が特典としてプレゼントされている。
「それでも好きだよ」のシングルCDは、Type-A、B、C、Dの4種類がリリースされた。Type-Dは劇場盤ともよばれる販路限定盤で、サイト「mu-moショップ」を通して販売された。Type-A、B、Cの3種にはそれぞれ収録内容の異なるDVDが付属しており、「おいでシャンプー」のシングルの特典DVDに収録されている疑似デート映像に対抗して「33人の指原莉乃疑似デート」が収録されている。CDの収録曲およびジャケットは4種類それぞれで異なっている。特典として、Type-A、B、Cの3種それぞれの初回製造分にはジャケットサイズカード（全5種のうちランダムで1種）および全国イベント応募券が封入されている。劇場盤には発売記念握手会参加券が封入されているが、これとは別に握手会参加券がなく代わりに生写真が封入されているバージョンも販売されている。
全国イベント応募券に関連したイベントは2種類あり、ひとつは2012年5月26日・27日にサンシャイン水族館にて開催の「アシカとさしこの歌謡トークショー」。もうひとつは、同年6月25日に日本武道館にて開催の「指原莉乃プロデュース『第一回ゆび祭り〜アイドル臨時総会〜』」。このゆび祭りにはアイドリング!!!、私立恵比寿中学、SUPER☆GiRLS、東京女子流、ぱすぽ☆、渡り廊下走り隊7、ももいろクローバーZ、Buono!などの女性アイドルグループが事務所やレコード会社の垣根を超えて集結する。

## チャート成績
| 日付・曜日 （2012年） | それでも好きだよ | それでも好きだよ | おいでシャンプー | おいでシャンプー |
| 日付・曜日 （2012年） | 順位             | 枚数             | 順位             | 枚数             |
| --------------------- | ---------------- | ---------------- | ---------------- | ---------------- |
| 5月1日（火）          | 2                | 5.7              | 1                | 11.1             |
| 5月2日（水）          | 1                | 3.0              | 2                | 2.2              |
| 5月3日（木）          | 1                | 1.2              | 2                | 0.8              |
| 5月4日（金）          | 1                | 0.8              | 2                | 0.5              |
| 5月5日（土）          | 1                | 0.6              | 2                | 0.4              |
| 5月6日（日）          | 1                | 0.5              | 3                | 0.3              |
| デイリー合計          |                  | 11.8             |                  | 15.3             |
| 週間チャート          | 2                | 12.4             | 1                | 15.6             |

AKB48に関連するアーティスト同士がシングルを同日にリリースするということで、オリコンのサイト「ORICON STYLE」では発売初週のオリコンデイリーシングルチャートを毎日発表する特集記事が用意された。そして、Techinsightの記事は、このデイリーランキングが話題になったという旨を記している。
「それでも好きだよ」のシングルCDは発売前日（集計初日）の2012年5月1日付オリコンデイリーシングルチャートで推定売上枚数約5.7万枚を記録し、初登場で2位にランクインした。同日付では乃木坂46「おいでシャンプー」が約11.1万枚で初登場1位となり、デイリーチャート初日の売上ではライバル同士による「直接対決」で敗れる結果となった。集計2日目の翌5月2日付においては約3.0万枚を記録し、「おいでシャンプー」を逆転して1位に上がった。本作はそれ以降の5月3日付から6日付にかけても1位を維持した。しかし6日間のデイリーチャートにおける推定売上枚数の合計は、本作が約11.8万枚であるのに対し「おいでシャンプー」が約15.3万枚であり、初日についた差をすべて埋めることができなかった。この6日間それぞれのデイリーチャートにおける両者の順位と推定売上枚数については、表中に記す。
2012年5月14日付オリコン週間シングルチャート（上記6日間のデイリーチャートが反映されている）では約12.4万枚の売上を記録し、初登場で2位にランクインした。1位は「おいでシャンプー」であり、週間チャートでも同作との「直接対決」で敗れる結果となった。一方、2012年に発売されたソロアーティストのデビュー作の中では最も高い初動売上を記録した。また、AKB48からのソロデビュー作が週間チャートで初登場で3位以内に入ったのは指原で4人目となった。
なおオリコンチャートにおいては、シングルチャートの集計対象となるCDシングルはその収録曲が4曲以下でなければならないという「対象規定」が存在する。「それでも好きだよ」の劇場盤はこれを上回る5曲を収録しているが、エイベックスは劇場盤について「カバー曲の『Yeah!めっちゃホリデイ』はボーナストラック扱いとして曲数カウントされず、ランキング換算対象になる」と誤認していた。結果として劇場盤はオリコンシングルチャートに反映されず、エイベックスはこの件について指原のオフィシャルサイトでお詫びの文章を掲載した。なおエイベックスによると、劇場盤の枚数は約12,000枚である。

## ミュージック・ビデオ
「それでも好きだよ」のミュージック・ビデオのロケーション撮影は指原の出身地である大分県に所在する学校や、大分市中心部の商店街ガレリア竹町などで行われた。

## メディアでの使用
楽曲は以下のメディアで使用された。
- 日本テレビドラマ『ミューズの鏡』主題歌
- Samantha Thavasa『Samantha Vega for Honey Sassy』CMソング

## シングル収録トラック

### Type-A
| #  | タイトル                                              | 作詞   | 作曲       | 編曲     | 時間 |
| -- | ----------------------------------------------------- | ------ | ---------- | -------- | ---- |
| 1. | 「それでも好きだよ」                                  | 秋元康 | 渡辺和紀   | 渡辺和紀 | 4:20 |
| 2. | 「初恋ヒルズ」                                        | 秋元康 | 伊藤心太郎 | 武藤星児 | 4:02 |
| 3. | 「恋愛総選挙〜指原莉乃 solo ver.〜」                  | 秋元康 | 平野友義   | 原田ナオ | 3:31 |
| 4. | 「それでも好きだよ (off vocal ver.)」                 |        |            |          |      |
| 5. | 「初恋ヒルズ (off vocal ver.)」                       |        |            |          |      |
| 6. | 「恋愛総選挙〜指原莉乃 solo ver.〜 (off vocal ver.)」 |        |            |          |      |

| #  | タイトル                                          | 作詞 | 作曲・編曲 |
| -- | ------------------------------------------------- | ---- | ---------- |
| 1. | 「それでも好きだよ (Music Video)」                |      |            |
| 2. | 「33人の指原莉乃×中村太洸〜Part I〜」             |      |            |
| 3. | 「それでも好きだよ -「ミューズの鏡」特別編集版-」 |      |            |

### Type-B
| #  | タイトル                              | 作詞   | 作曲       | 編曲               | 時間 |
| -- | ------------------------------------- | ------ | ---------- | ------------------ | ---- |
| 1. | 「それでも好きだよ」                  | 秋元康 | 渡辺和紀   | 渡辺和紀           |      |
| 2. | 「初恋ヒルズ」                        | 秋元康 | 伊藤心太郎 | 武藤星児           |      |
| 3. | 「愛しきナターシャ」                  | 秋元康 | 吉野貴雄   | 田口智則、稲留春雄 | 3:25 |
| 4. | 「それでも好きだよ (off vocal ver.)」 |        |            |                    |      |
| 5. | 「初恋ヒルズ (off vocal ver.)」       |        |            |                    |      |
| 6. | 「愛しきナターシャ (off vocal ver.)」 |        |            |                    |      |

| #  | タイトル                                 | 作詞 | 作曲・編曲 |
| -- | ---------------------------------------- | ---- | ---------- |
| 1. | 「それでも好きだよ (Music Video)」       |      |            |
| 2. | 「33人の指原莉乃×中村太洸〜Part II〜」   |      |            |
| 3. | 「Everyday、カチューシャ / ものまねAKB」 |      |            |

### Type-C
| #  | タイトル                                    | 作詞   | 作曲       | 編曲     | 時間 |
| -- | ------------------------------------------- | ------ | ---------- | -------- | ---- |
| 1. | 「それでも好きだよ」                        | 秋元康 | 渡辺和紀   | 渡辺和紀 |      |
| 2. | 「初恋ヒルズ」                              | 秋元康 | 伊藤心太郎 | 武藤星児 |      |
| 3. | 「Yeah! めっちゃホリディ」                  | つんく | つんく     | 伊東大和 | 3:49 |
| 4. | 「それでも好きだよ (off vocal ver.)」       |        |            |          |      |
| 5. | 「初恋ヒルズ (off vocal ver.)」             |        |            |          |      |
| 6. | 「Yeah! めっちゃホリディ (off vocal ver.)」 |        |            |          |      |

| #  | タイトル | 作詞 | 作曲・編曲 |
| -- | --- | ---- | ---------- |
| 1. | 「それでも好きだよ (Music Video)」                                                                              |      |            |
| 2. | 「33人の指原莉乃×中村太洸〜Part III〜」                                                                         |      |            |
| 3. | 「指原莉乃本人解説による 指原莉乃1stソロシングル「それでも好きだよ」ライブ時における美しいMIXおよびコール講座」 |      |            |

### Type-D
| #  | タイトル                             | 作詞   | 作曲       | 編曲               |
| -- | ------------------------------------ | ------ | ---------- | ------------------ |
| 1. | 「それでも好きだよ」                 | 秋元康 | 渡辺和紀   | 渡辺和紀           |
| 2. | 「初恋ヒルズ」                       | 秋元康 | 伊藤心太郎 | 武藤星児           |
| 3. | 「恋愛総選挙〜指原莉乃 solo ver.〜」 | 秋元康 | 平野友義   | 原田ナオ           |
| 4. | 「愛しきナターシャ」                 | 秋元康 | 吉野貴雄   | 田口智則、稲留春雄 |
| 5. | 「Yeah! めっちゃホリディ」           | つんく | つんく     | 伊東大和           |